# Garcinia megistophylla
Garcinia megistophylla là một loài thực vật có hoa trong họ Bứa. Loài này được P. Sweeney & Z.S. Rogers mô tả khoa học đầu tiên năm 2008.